# Bert Sutherland
William Robert Sutherland (10 de maio de 1936 – 18 de fevereiro de 2020) foi um cientista da computação estadounidense que foi por muito tempo gerente de três laboratórios proeminentes, incluindo o Sun Microsystems Laboratories (1992–1998), o Systems Science Laboratory no Xerox PARC (1975–1981) e o computer Science Division da Bolt, Beranek and Newman, Inc. que ajudaram a desenvolver a ARPANET.
Nessas funções, Sutherland participou na criação do computador pessoal, tecnologia avançada de microprocessadores, a linguagem de programação Smalltalk, a linguagem de programação Java e a Internet.
Diferente de outros gerentes corporativos de pesquisa, Sutherland incluía indivíduos de campos como a psicologia, ciência cognitiva e antropologia para melhorar o trabalho da sua equipe de tecnologia. Ele também dirigiu e levou a pesquisas, como o computador pessoal Xerox Alto, para fora do laboratório para permitir que pessoas o usassem num ambiente corporativo e observar a interação deles.
Ainda, Sutherland cultivou a colaboração entre pesquisadores no California Institute of Technology que desenvolviam técnicas de very large scale integrated circuits (VLSI) — seu irmão Ivan, Carver Mead — e Lynn Conway do seu tipo no PARC. Com os recursos do PARC disponibilizados por Sutherland, Mead e Conway desenvolveram um livro texto e um programa universitário que ajudou a expedir o desenvolvimento de tecnologias das quais os efeitos agora são imensuráveis.

Sutherland disse que um laboratório de pesquisa é primariamente uma instituição de ensino, "teaching whatever is new so that the new can become familiar, old, and used widely."
Sutherland nasceu em Hastings, Nebraska, em 10 de maio de 19236,  pra um pai vindo da Nova Zelandia e uma mãe vinda da Escócia. A familia se mudou para Wilmette, Illinois e depois Scarsdale, New York devido a carreira de seu pai. Bert Sutherland se formou na Scarsdale High School e depois recebeu seu bacharelado em engenharia elétrica pela Rensselaer Polytechnic Institute (RPI) e seu mestrado e doutorada do Massachusetts Institute of Technology (MIT), seu orientador de tese for Claude Shannon. Durante seu serviço militar na marinha americana ele recebeu a Legião do Mérito como comandante de porta-aviões anti-submarino. Ele era o irmão mais velho de Ivan Sutherland. Sutherland faleceu em 18 de fevereiro de 2020, aos 83 anos.